# Leslie Fox
Pour les articles homonymes, voir Fox.
Leslie Fox (30 septembre 1918 - 1er août 1992) est un mathématicien britannique connu pour sa contribution à l'analyse numérique.

## Biographie
Fox étudie les mathématiques en tant que chercheur de Christ Church, Oxford, obtenant un premier diplôme en 1939 et continue ses recherches dans le département d'ingénierie. Tout en travaillant sur son D.Phil. en mathématiques informatiques et d'ingénierie sous la supervision de Richard Southwell, il est également engagé dans des travaux de guerre hautement secrets. Il travaille sur la solution numérique des équations aux dérivées partielles à une époque où l'algèbre linéaire numérique est réalisée sur une calculatrice de bureau. L'efficacité et la précision des calculs sont donc encore plus importantes qu'à l'époque des ordinateurs électroniques. Certains de ces travaux sont publiés après la fin de la Seconde Guerre mondiale conjointement avec son superviseur Richard Southwell.
Après avoir obtenu son doctorat en 1942, Fox rejoint le service informatique de l'Amirauté. Après la Seconde Guerre mondiale en 1945, il part travailler dans la division de mathématiques du Laboratoire national de physique. Il quitte le National Physical Laboratory en 1956 et passe un an à l'Université de Californie. En 1957, Fox part à l'Université d'Oxford où il crée le laboratoire informatique de l'Université d'Oxford. En 1963, Fox est nommé professeur d'analyse numérique à Oxford et membre du Balliol College, Oxford.
Le laboratoire de Fox à Oxford est l'une des organisations fondatrices du Numerical Algorithms Group (NAG), et Fox est également un supporter de l'Institute of Mathematics and its Applications (IMA). Le prix Leslie Fox pour l'analyse numérique de l'IMA est nommé en son honneur.

## Travaux mathématiques
Une description détaillée de la recherche mathématique de Fox peut être trouvée dans les nécrologies,. Ses premiers travaux avec Southwell concernent la solution numérique d'équations aux dérivées partielles survenant dans des problèmes d'ingénierie qui, en raison de la complexité de leur géométrie, n'avaient pas de solutions analytiques. Le groupe de Southwell développe des méthodes de relaxation efficaces et précises, qui pourraient être mises en œuvre sur des calculatrices de bureau. Les contributions de Fox combinent des compétences pratiques avec des avancées théoriques dans les méthodes de relaxation qui deviennent ensuite des domaines de recherche importants en analyse numérique. Au cours des années 1950, les ordinateurs électroniques automatiques remplacent les appareils électromécaniques manuels. Cela conduit à différents problèmes dans la mise en œuvre des algorithmes numériques; cependant, l'approche consistant à approximer une équation aux dérivées partielles par la méthode des différences finies et à réduire ainsi le problème à un système d'équations linéaires est la même. L'analyse minutieuse des erreurs est un thème de bon nombre des premiers articles de Fox. Son travail au Service informatique de l'Amirauté et au Laboratoire national de physique suscite un intérêt pour le calcul des fonctions spéciales, et ses calculs sont utilisés dans des tableaux publiés. Les techniques appliquées au calcul des fonctions spéciales ont une applicabilité beaucoup plus large, notamment l'interpolation, la stabilité des relations de récurrence et le comportement asymptotique.
Au cours des années 1950, le groupe du Laboratoire national de physique travaille sur l'algèbre linéaire numérique, ce qui conduit à la publication d'algorithmes par Wilkinson et d'autres. Bien qu'il ne soit pas directement impliqué dans le développement de logiciels numériques, il soutient d'autres personnes dans cette entreprise. Fox travaille sur des procédures de résolution d'équations différentielles dans lesquelles la précision de la solution est estimée à l'aide d'estimations asymptotiques. L'article de Fox à ce sujet en 1947  conduit aux travaux de Victor Pereyra sur les algorithmes de correction d'erreurs pour les problèmes aux limites et aux résultats de Stetter sur la correction des défauts et l'ordre de convergence résultant.
Fox s'intéresse également au traitement des singularités dans les équations aux dérivées partielles, au problème de Stefan et à d'autres cas de frontières libres et mobiles. Bon nombre de ces problèmes sont nés de sa collaboration avec des mathématiciens de l'industrie par le biais des groupes d'étude d'Oxford.

## L'influence plus large de Fox
Alors que Fox influence le développement de l'analyse numérique par son enseignement de premier cycle et sa supervision postdoctorale (il dirige environ 19 doctorants), la collaboration industrielle, il apporte également des contributions importantes au matériel de cours pour l'Open University. Il donne de nombreuses conférences sur les «réponses dénuées de sens», décrivant certains des pièges du calcul numérique à partir de l'utilisation non critique de méthodes simples.
Fox joue un rôle important dans les débuts du Numerical Algorithms Group (NAG), qui s'est lancé comme une entreprise collaborative entre Oxford, Nottingham et Manchester pour fournir une bibliothèque de sous-programmes mathématiques fiable et bien testée. Le laboratoire informatique de l'Université d'Oxford est l'un des membres fondateurs du NAG lors de sa création en 1970; Fox le soutient fortement et il devient membre de son conseil lorsque le groupe est incorporé en 1976, continuant à ce titre jusqu'en 1984.
Fox est un membre actif de l'Institute of Mathematics and its Applications depuis ses débuts, en tant que membre du Conseil et en tant que rédacteur en chef d'abord du journal principal IMA et plus tard du Journal of Numerical Analysis, lancé en 1981. L'IMA marque sa retraite d'Oxford en 1983 par un symposium spécial de l'IMA sur «Les contributions de Leslie Fox à l'analyse numérique».
Ses intérêts s'étendent aux mathématiques dans les écoles et il participe au développement du School Mathematics Project, et est actif dans la branche locale de la Mathematical Association, dont il est président en 1964. Le premier lauréat du prix Leslie Fox d'analyse numérique de l'IMA en 1985, Lloyd N. Trefethen, est ensuite nommé à la chaire d'analyse numérique d'Oxford, créée pour Leslie Fox en 1963.

## Vie privée
Il est le fils d'Annie Vincent et de Job Senior Fox qui est mineur de charbon.
Fax est un sportif passionné et joue au football pour le club de football universitaire ainsi que pour le club de football d'Oxford City. Au National Physical Laboratory, il est champion de tennis du club et capitaine de l'équipe de cricket, il s'est également distingué en tant que sprinter dans les championnats de la fonction publique.
Fox, qui a joui d'une bonne santé jusqu'en 1981, souffre de problèmes cardiaques pendant sa retraite et est décédé d'une rupture d'anévrisme à l'hôpital John Radcliffe d'Oxford en 1992.

## Publications
- Leslie Fox, The Numerical Solution of Two-Point Boundary Problems in Ordinary Differential Equations, 1957, réimprimé par Dover, 1990. (ISBN 0-486-66495-3)
- L. Fox, An introduction to numerical linear algebra, 1964, Oxford University Press, Oxford, Angleterre. (ISBN 0-19-500325-X)
- L. Fox, DF Mayers, Numerical solution of ordinary differential equations. Chapman & Hall, Londres, 1987. (ISBN 0-412-22650-2)